# Cole Hauser

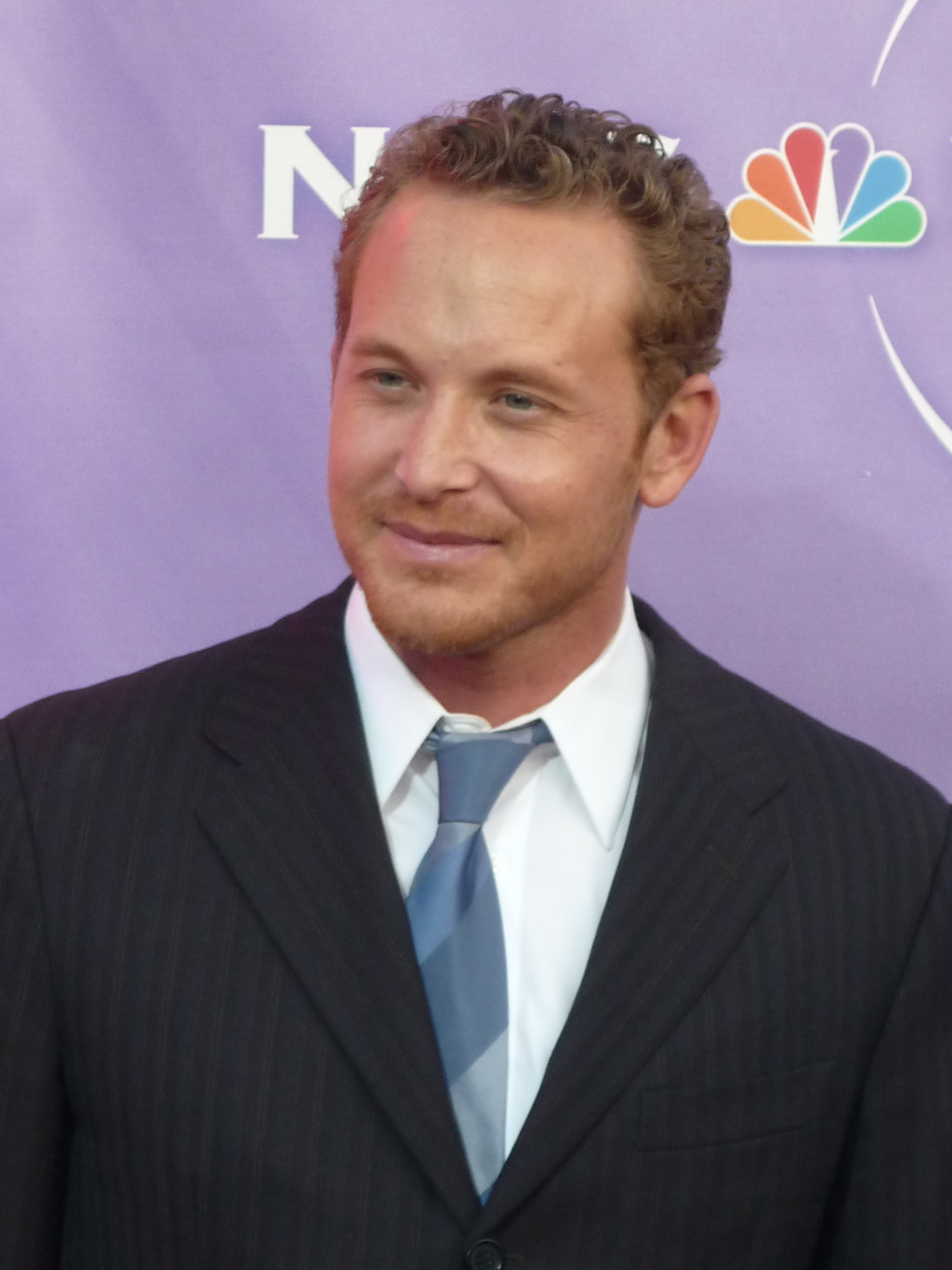
Cole Hauser (2010)

Cole Kenneth Hauser  (* 22. März 1975 in Santa Barbara, Kalifornien) ist ein US-amerikanischer Schauspieler.

## Familiärer Hintergrund
Cole Hausers Eltern sind Cass Warner Sperling und Wings Hauser. Warner Sperling ist die Tochter von Betty Mae Warner aus der Warner-Brothers-Dynastie, eine Malerin, Galeristin und politische Aktivistin und die Tochter von Milton Sperling, der unter seinem Schwiegervater Harry M. Warner Filme für Warner Brothers produzierte und auch als Drehbuchautor so erfolgreich tätig war, dass er für einen Oscar nominiert wurde. Sie gründete 2003 die unabhängige Produktionsfirma Warner Sisters, für die sie das Motto der Brüder Warner To Educate, Entertain, Enlighten, … übernahm. Sie ist in zweiter Ehe mit Stanley Sheinbaum, dem ehemaligen Polizeipräsidenten von Los Angeles, einem renommierten Diplomaten und Friedensaktivisten verheiratet.
Cole Hausers Vater ist der Schauspieler Wings Hauser, der als Charakterdarsteller, B-Movie-Ikone, Regisseur und Seriendarsteller der 1970er und 1980er Jahre dem Fernsehpublikum bekannt wurde. Auch Wings Hausers Eltern und Großeltern gelangten zu einem gewissen Bekanntheitsgrad, allen voran sein Vater, Dwight Hauser, der als Drehbuchautor mit dem Oscar ausgezeichnet wurde. Heute residieren die Nachkommen der Warners und Hausers in und um Hollywood.
Cole Hausers Eltern ließen sich 1977 scheiden, als er zwei Jahre war. Seiner eigenen Aussage zufolge lernte er seinen Vater erst im Alter von knapp 15 Jahren kennen, als er für ein Jahr zu ihm nach Los Angeles zog. Seine Mutter verlegte mehrmals ihren Wohnsitz und zog von Santa Barbara nach Oregon, nach Florida, zurück nach Santa Barbara – mit ihm und seinen drei Halbgeschwistern.

## Karriere

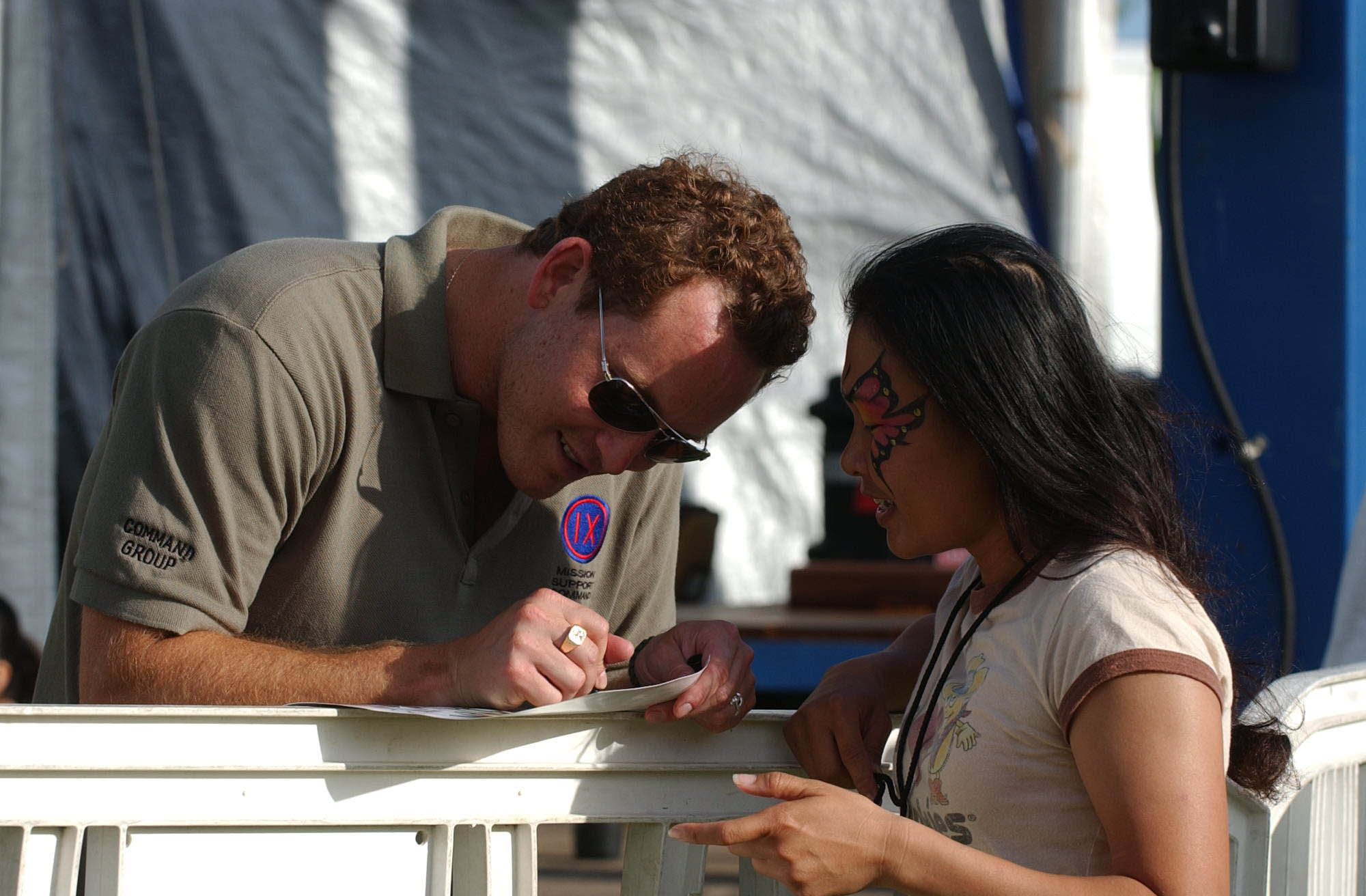
Cole Hauser (2008)

Aus Spaß bewarb Hauser sich für ein renommiertes Talent-Sommercamp in Neuengland und erhielt die Hauptrolle in dem Bühnenstück Dark of the Moon. Sein Interesse für die Schauspielerei war damit entfacht, während sein Interesse für die Schule nachließ. Mit knapp 16 Jahre konfrontierte er seine liberalen Eltern mit dem Entschluss, die High School zu verlassen und sein Glück in der Schauspielerei zu suchen. Nach unzähligen, erfolglosen Vorsprechen gelang ihm Anfang der 1990er Jahre mit Der Außenseiter und Confusion – Sommer der Ausgeflippten der Einstieg ins Filmgeschäft. Während der Dreharbeiten knüpfte er freundschaftliche Kontakte zu etlichen, damals noch ebenso unbekannten Jungschauspielern wie Ben Affleck, Matt Damon, Rory Cochrane, Matthew McConaughey, Parker Posey u. a.
Im Filmdrama Skins trat er 1994 unter der Regie seines Vaters auf. Anfang der 2000er Jahre konnte er mit Rollen in Filmen wie Pitch Black – Planet der Finsternis, Tränen der Sonne und 2 Fast 2 Furious seine Bekanntheit weiter steigern und übernahm in den Filmen Paparazzi und The Cave die Hauptrollen. Für seine Leistung im Kriegsdrama Tigerland wurde er im Jahr 2000 in der Kategorie Bester Nebendarsteller für einen Independent Spirit Award nominiert. 2003 erhielt er einen Young Hollywood Award in der Kategorie Breakthrough Performance. 2007 übernahm er die Hauptrolle in der in New Orleans spielenden Fernsehserie K-Ville. Von 2018 bis 2023 spielte er in der Fernsehserie Yellowstone in einer der Hauptrollen den Ziehsohn von Kevin Costner.

## Privatleben
Hauser ist seit 2006 mit der Schauspielerin und Fotografin Cynthia Daniel verheiratet und Vater zweier Söhne (* 2004, * 2008) und einer Tochter (* 2013).
Hauser, der aus einer Familie mit einem hohen Maß an Ethik und einer Bereitschaft zu gesellschaftlichem Engagement stammt, hat Anfang 2007 sein „Project American Spirit“ ins Leben gerufen. Die Organisation bemüht sich um die moralische, organisatorische und wirtschaftliche Unterstützung von jungen Kriegsversehrten.

## Filmografie (Auswahl)
- 1992: Der Außenseiter (School Ties)
- 1993: Confusion – Sommer der Ausgeflippten (Dazed and Confused)
- 1993: Blutende Herzen – Eine Familie zerbricht (A Matter of Justice)
- 1994: Skins (Gang Boys)
- 1995: Higher Learning – Die Rebellen (Higher Learning)
- 1996: Tödliches Spiel (Frame-Up II: The Cover-Up)
- 1996–1997: High Incident – Die Cops von El Camino (High Incident, Fernsehserie, 32 Folgen)
- 1997: Good Will Hunting
- 1997: All Over Me
- 1998: Scotch and Milk
- 1998: Hi-Lo Country
- 2000: Pitch Black – Planet der Finsternis (Pitch Black)
- 2000: A Shot at Glory
- 2000: Tigerland
- 2002: Weißer Oleander (White Oleander)
- 2002: Das Tribunal (Hart’s War)
- 2003: Tränen der Sonne (Tears of the Sun)
- 2003: 2 Fast 2 Furious
- 2004: Paparazzi
- 2004: Emergency Room – Die Notaufnahme (ER, Fernsehserie, 4 Folgen)
- 2005: The Cave
- 2005: Dirty
- 2006: Trennung mit Hindernissen (The Break-Up)
- 2008: The Family That Preys
- 2008: Tortured
- 2010–2011: Chase (Fernsehserie, 18 Folgen)
- 2011: The Hit List
- 2013: Stirb langsam – Ein guter Tag zum Sterben (A Good Day to Die Hard)
- 2013: Olympus Has Fallen – Die Welt in Gefahr (Olympus Has Fallen)
- 2013: Silent Assassins – Lautlose Killer (Assassins Run)
- 2014: Transcendence
- 2014: Jarhead 2 – Zurück in die Hölle (Jarhead 2: Field of Fire)
- 2014–2017: Rogue (Fernsehserie, 40 Folgen)
- 2015: Lizzie Borden – Kills! (The Lizzie Borden Chronicles, Miniserie, 7 Folgen)
- 2018: Acts of Violence
- 2018–2024: Yellowstone (Fernsehserie)
- 2019: Running with the Devil
- 2022: Panama – The Revolution is Heating Up (Panama)